# Принцева, Инна Павлова
Инна Павловна Принцева (род. 14 августа 1967) — журналист, поэт, переводчик, член Союза журналистов Тувы, член Союза писателей России, член Союза журналистов России. журналист

## Биография
Принцева Инна Павловна родилась 14 августа 1967 г. в г. Кызыле Тувинской АССР. Училась в литературном институте именем М. Горького в Москве. Окончила юридический факультет Тувинского государственного университета. Работала редактором административно-правового отдела, заместителем главного редактора газеты «Тувинская правда», Пресс-секретарем Министерства образования и науки РТ. Директор Тувинского книжного издательства имени Ю. Ш. Кунзегеша.

## Творчество
Первый сборник «Стихи и переводы» вышел в 2002 г. Стихи И. Принцевой лиричны и просты по форме. Художественная индивидуальность автора имеет ярко выраженное личностное начало. Переводила С. Пюрбю, Ю. Кюнзегеша, К. Кудажи, Ч. Куулара, З. Намзырай, К. Натпий-оола, Н. Куулара и мн. др. Одна из создателей детского литературного сайта «Радуга Тувы» (2011).
Награждена Почетной грамотой Представителя Правительства РТ, лауреат конкурса журналистического мастерства «Золотое перо-2001», победитель конкурса «Агальматолитовое перо-2002», дипломат конкурса «Сибирский вектор» (2003). удостоена звания «Почетный журналист Республики Тыва».
Член Союза журналистов России (1998), Союза писателей России (2005).

### Основные публикации
Стихи и переводы. //Кызыл: РИО Нац. библиотеки, 2002. — 87 с.